# Bryum dillenii
Bryum dillenii là một loài rêu trong họ Bryaceae. Loài này được F. Weber & D. Mohr mô tả khoa học đầu tiên năm 1807.